# Ваннутелли, Серафино
Серафино Ваннутелли (итал. Serafino Vannutelli; 26 ноября 1834, Дженаццано, Папская область — 19 августа 1915, Рим, Итальянское королевство) — итальянский куриальный кардинал. Брат кардинала Винченцо Ванутелли. Титулярный архиепископ Никеи с 25 июня 1869 по 14 марта 1887. Апостольский делегат в Эквадоре, Перу и Новой Гранаде (Колумбии), Венесуэле, Сальвадоре, Гватемале, Коста-Рике, Гондурасе и Никарагуа с 23 июля 1869 по 10 сентября 1875. Апостольский нунций в Бельгии с 10 сентября 1875 по 3 декабря 1880. Апостольский нунций в Австро-Венгрии с 3 декабря 1880 по 14 марта 1887. Префект Священной Конгрегации индульгенций и священных реликвий с 13 февраля 1888 по 14 марта 1889. Секретарь Папских меморандумов с 14 марта 1889 по 28 января 1892. Камерленго Священной Коллегии Кардиналов с 1 июня 1891 по 11 июля 1892. Секретарь Апостольских бреве с 28 января 1892 по 16 января 1893. Архиепископ Болоньи с 16 января по 12 июня 1893. Префект Священной Конгрегации Индекса с 9 декабря 1893 по 1 октября 1896. Пропрефект Священной Конгрегации по делам епископов и монашествующих с 1 октября 1896 по 20 ноября 1899. Великий пенитенциарий с 20 ноября 1899 по 19 августа 1915. Вице-декан Священной коллегии кардиналов с 22 июня 1903 по 7 декабря 1913. Декан Священной коллегии кардиналов с 7 декабря 1913 по 6 декабря 1915. Префект Священной Конгрегации Церемониала с 25 мая 1914 по 6 декабря 1915. Кардинал-священник с 14 марта 1887, с титулом церкви Санта-Сабина с 26 мая 1887 по 11 февраля 1889. Кардинал-священник с титулом церкви Сан-Джироламо-деи-Кроатии  с 11 февраля 1889 по 12 июня 1893. Кардинал-епископ Фраскати с 12 июня 1893 по 22 июня 1903. Кардинал-епископ Порто и Санта Руфина с 22 июня 1903 по 25 мая 1914. Кардинал-епископ Остии с 25 мая 1914.